# Казаль-Веліно
Казаль-Веліно (італ. Casal Velino) — муніципалітет в Італії, у регіоні Кампанія, провінція Салерно.
Казаль-Веліно розташований на відстані близько 300 км на південний схід від Рима, 105 км на південний схід від Неаполя, 65 км на південний схід від Салерно.
Населення — 5219 осіб (2014).

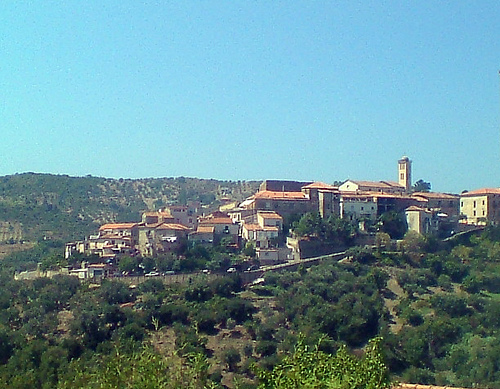

Щорічний фестиваль відбувається 3 лютого. Покровитель — святий Власій.

## Демографія
Населення за роками:

Станом на 1 січня 2023 року в муніципалітеті офіційно проживало 311 іноземців з 33 країн, серед них 149 громадян країн Євросоюзу та 15 громадян України.

## Сусідні муніципалітети
- Ашеа
- Кастельнуово-Чиленто
- Оміньяно
- Полліка
- Саленто
- Стелла-Чиленто